# سواتشا
سواتشا (بالإسبانية: Soacha) هي بلدية ومدينة تقع في إدارة كونديناماركا في كولومبيا، جنوب غرب العاصمة بوغوتا، وتُعد من أبرز الضواحي الحضرية المرتبطة بالعاصمة، حيث تشكل امتدادًا سكانيًا واقتصاديًا لها، تُعد سواتشا أكبر مدينة في كونديناماركا من حيث عدد السكان، وتشهد نموًا عمرانيًا كثيفًا بفعل الهجرة الداخلية والامتداد الطبيعي للعاصمة، وقد تحولت خلال العقود الأخيرة من بلدة ريفية صغيرة إلى مركز حضري مكتظ بالسكان والخدمات.

## نبذه
تتنوع الأنشطة الاقتصادية في سواتشا بين الخدمات، والصناعة الخفيفة، والقطاع غير الرسمي، كما تستضيف عددًا من المجتمعات النازحة من مناطق النزاع في كولومبيا.
تحدها العاصمة من الشمال والشرق، بينما تحدها بلدية سيباتيه من الجنوب، ومن الغرب بلديات سان أنطونيو ديل تيكو وغراناتا وسانتو دومينغو، ما يجعلها منطقة ذات موقع استراتيجي بين المدينة الكبرى ومحيطها الريفي، ورغم موقعها الاستراتيجي واتصالها المباشر ببوغوتا، تعاني سواتشا من تحديات عمرانية واجتماعية، مثل الاكتظاظ وضعف البنية التحتية في بعض الأحياء.